# Вбити священника
«Вбити священника» (англ. To Kill a Priest) — драма 1988 року.

## Сюжет
Події фільму розгортаються у Варшаві часів «Солідарности», коли цей профспілковий рух практично стає паралельною владою в Польщі й, природно, конфронтує із владою офіційною. Католицький священник отець Алек, що він пов'язаний із «Солідарністю», стає беззаперечним моральним авторитетом серед народу, що серйозно непокоїть комуністичних правителів. Тож аґент таємної поліції отримує завдання вбити священника.